# Rhythms del Mundo
Rhythms del Mundo é um álbum lançado pelo grupo Buena Vista Social Club em 2006.
As estrelas da música cubana Ibrahim Ferrer e Omara Portuondo contam com a participação de artistas como U2, Coldplay, Sting, Jack Johnson, Arctic Monkeys, Franz Ferdinand, Kaiser Chiefs y Rodrigo y Gabriela, entre outros.
No disco embora os vocais permaneçam em sua maioria o mesmo, cada música teve um arranjo diferente, feito pelos músicos do Buena Vista, criando algo diferente, com seu ritmo próprio.
Os outros artistas do Buena Vista que tocam no disco são Barbarito Torres, Amandito Valdes, Virgilio Valdes, Angel Terri Domech, Manuel 'Guajiro' Mirabal, Orlando Lopez 'Cachaito' e Demetrio Muniz.
É o último disco de Ibrahim Ferrer, que veio a falecer em 2005.

## Faixas
1. Clocks - Coldplay - 5:01
2. Better Together - Jack Johnson - 3:27
3. Dancing Shoes - Arctic Monkeys - 2:29
4. One Step Too Far - Dido e Faithless - 3:17
5. As Time Goes By - Ibrahim Ferrer  - 3:10
6. I Still Haven't Found What I'm Looking For - U2 e Coco Freeman - 4:53
7. She Will Be Loved - Maroon 5 - 4:05
8. Fragilidad - Sting - 4:17
9. Killing Me Softly - Omara Portuondo (cover de Roberta Flack) - 4:27
10. Ai No Corrida - Vania Borges e Quincy Jones - 4:30
11. Modern Way - Kaiser Chiefs - 3:58
12. Don’t Know Why - Vania Borges (cover de Norah Jones) - 3:10
13. Hotel Buena Vista - Aquila Rose e Idania Valdez - 3:27
14. The Dark of the Matinée - Coco Freeman e Franz Ferdinand - 3:58
15. High and Dry - 'El Lele' de Los Van Van e Radiohead (samples) - 5:14
16. Faixa Bônus - Casablanca (As time goes by) - Ibrahim Ferrer e Omara Portuondo - 3:10

## Recepção
Allmusic classificou  Rhythms del Mundo: Cuba  com 4,5 de 5 estrelas e continua elogiando a musicalidade impecável, os arranjos inspirados e também a qualidade intemporal de algumas das faixas.